# Mushtisht

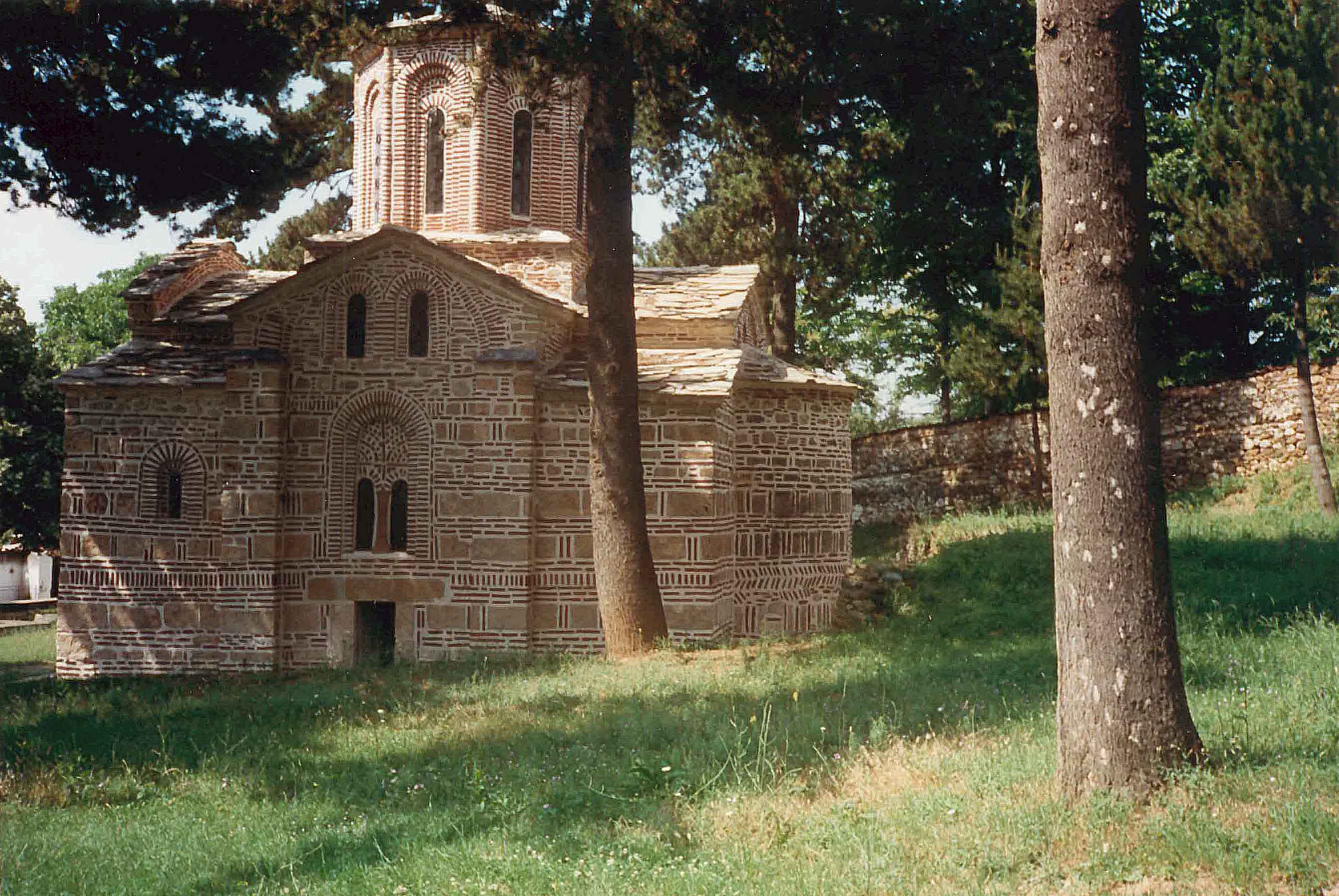
Das 1315 errichtete serbisch-orthodoxe Kloster Bogorodica Odigitija im Jahr 1998 vor seiner Zerstörung im Kosovokrieg

Mushtisht (albanisch auch Mushtishti, oder auch Mushtishtë bzw. Mushtishta; serbisch Мушутиште Mušutište) ist ein Dorf im Südwesten Kosovos, das wenige Kilometer südöstlich von Suhareka und nordöstlich von Prizren liegt. Es befindet sich im östlichen Teil der Ebene Metochien (albanisch Dukagjin), sowie am Fuße der nördlichen Ausläufer des großen Šar-Planina-Gebirges. Es gehört zur Gemeinde Suhareka.

## Geschichte
Nach der Eroberung Kosovos durch das Königreich Serbien während des Ersten Balkankrieges 1912 richtete die serbische Regierung eine Militärverwaltung vor Ort ein. Dabei wurde eine eigene Gemeinde Mušutište geschaffen, welche neben Mushtisht auch das Dorf Delloc umfasste. Die Gemeinde gehörte zum Srez Podgora des übergeordneten Okrug Prizren. Diese Verwaltungsgliederung bestand bis zum 6. Januar 1929, als das Gebiet Teil der neu geschaffenen Vardarska banovina innerhalb des Königreich Jugoslawiens wurde.
Während des Kosovokrieges 1998 und 1999 wurde das Dorf zum großen Teil zerstört. Auch das serbisch-orthodoxe Kloster Bogorodica Odigitija aus dem Jahr 1315, die oberhalb des Dorfes stand, wurde 1999 von albanischen Extremisten durch Sprengsätze zerstört. Vor dem Krieg lebten rund 5500 Albaner und 1200 Serben im Dorf. Zwischenzeitlich sind fast alle Serben geflohen, vertrieben worden oder ausgewandert. Im Jahr 2000 hatte Mushtisht 5642 Einwohner.

## Bevölkerung
Die Volkszählung von 2011 ergab für Mushtisht eine Einwohnerzahl von 3394, hiervon bezeichneten sich 3389 (99,85 %) als Albaner.
| Census    | 1919 | 1948 | 1953 | 1961 | 1971 | 1981 | 1991 | 2011 |
| --------- | ---- | ---- | ---- | ---- | ---- | ---- | ---- | ---- |
| Einwohner | 1444 | 2346 | 2541 | 2816 | 3307 | 4166 | 5016 | 3394 |

## Patenschaft
- Troisdorf in Nordrhein-Westfalen seit 2001[7]

## Persönlichkeiten
- Shyhrete Behluli (* 1962), Volkssängerin
- Shkurte Fejza (* 1961), Volkssängerin
- Esat Mala (* 1998), Fußballspieler
- Remzie Osmani (* 1971), Volkssängerin